# ロケット自動車

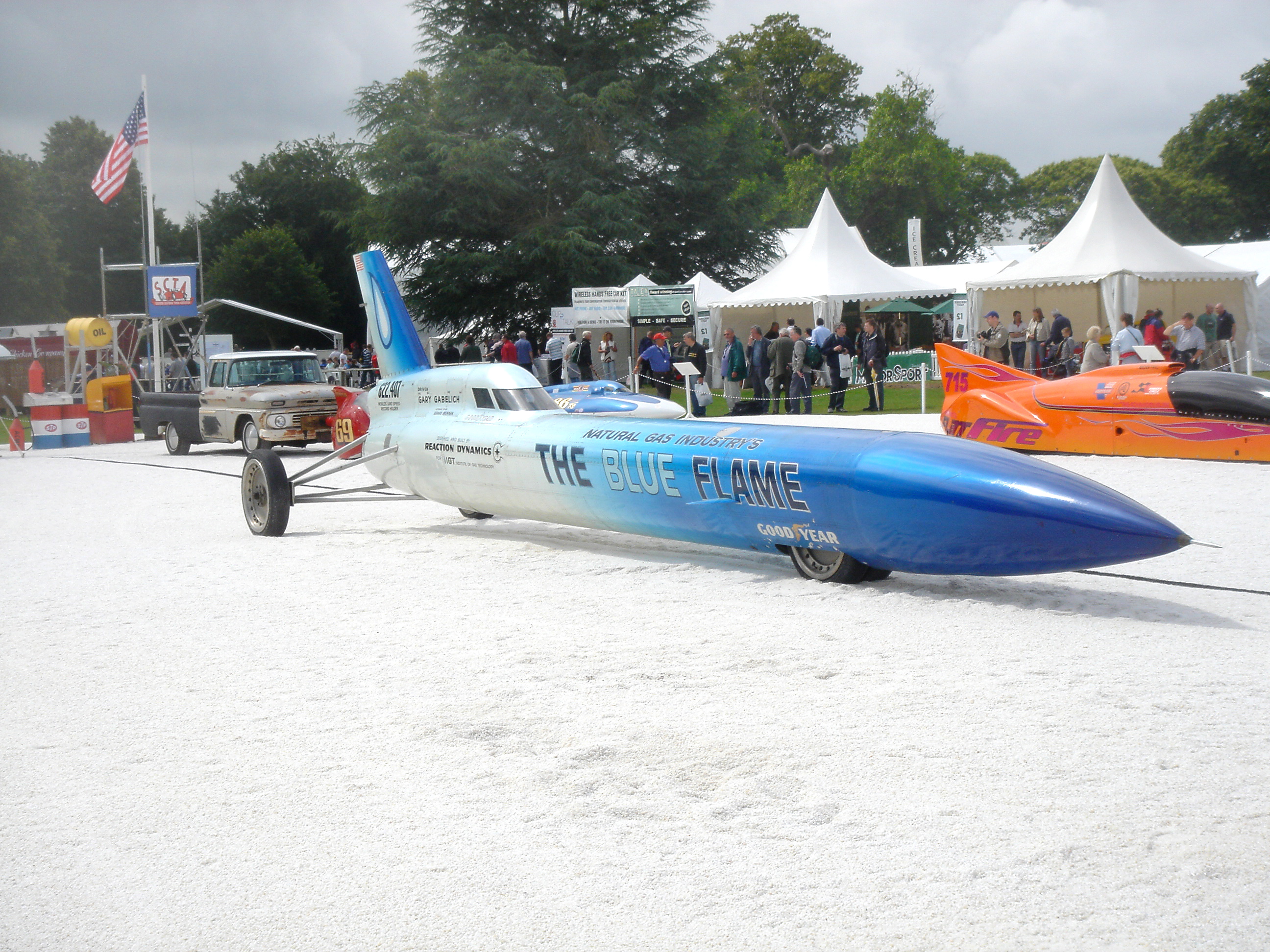
1970年10月23日に1014.513 km/hの世界記録を樹立したブルー・フレーム

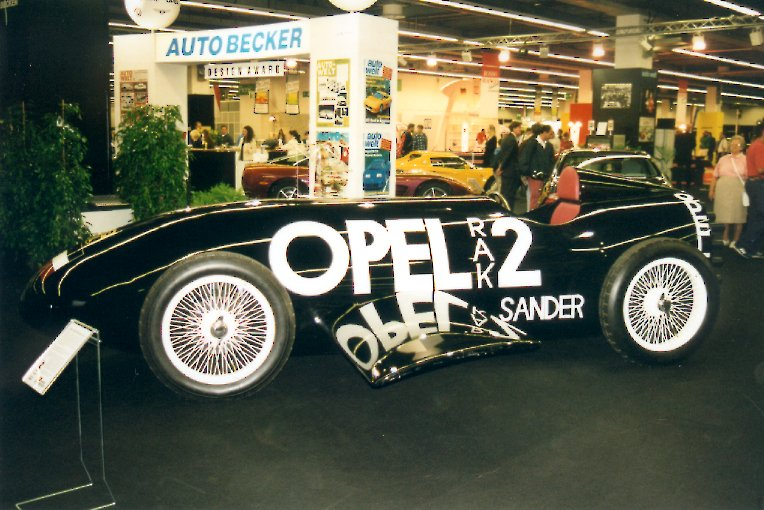
オペル RAK.2 ロケット自動車

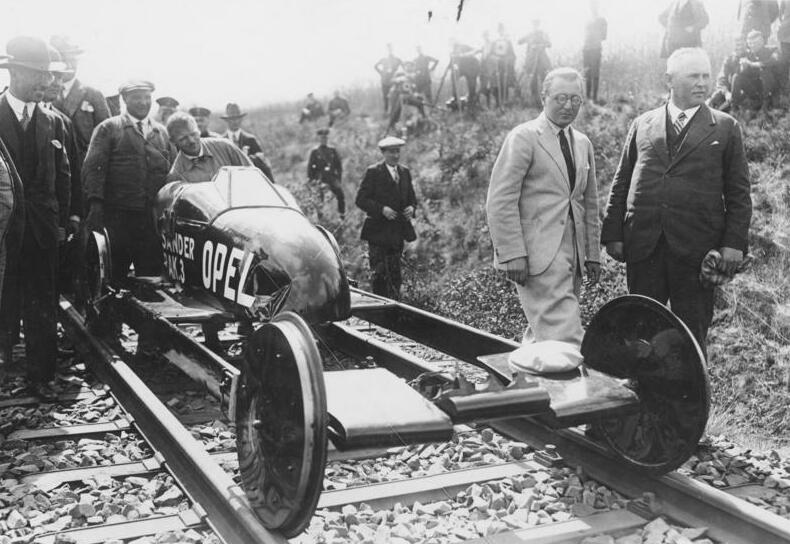
ロケット推進の鉄道車両であるOpel-Sander Rak.3

ロケット自動車あるいはロケットカーは、ロケットエンジンで推進される自動車である。
ロケット・ドラッグスターはロケット自動車を使用したドラッグレースで1/4マイルでの非公式の世界記録を保持している。ロケット車が公式（FIA公認記録）の自動車の速度記録のトップに居たこともある。1970年にブルーフレームによって獲得され、1983年にジェットエンジン車に更新されるまでトップだった。その後の記録はいずれもジェットエンジン車によるものだが、時速1000マイルの達成を目標に2018年末現在で計画進行中のブラッドハウンドSSCは、ジェットの他に高速度域での加速にハイブリッドロケットエンジンを併用する。
ロケット自動車はジェット自動車とは異なり燃料と酸化剤の両方を車上に積み込むため、酸化剤タンクの体積と質量の分が不利だが、推力重量比と、ジェットエンジンの吸気口や圧縮機が不要である分が有利である。エンジンの特性ゆえに短時間しか加速できないが推力重量比がとても高いため、その大きな加速度によって容易に短時間で高速に達する。
キティ・オニールは1977年に過酸化水素を使用したロケット自動車で1/4マイルを速度396 mphで3.22秒で走行し、最高速度は412 mphに達した。これは、レシプロエンジン車を使用したドラッグレースの余興として行われたものだった。
これとは異なる化学反応を用いたロケット自動車として、亜酸化窒素を使用するハイブリッドロケットによる、イギリスのロケットドラッグスターの計画が進行中である。1/4マイルを自力で走行するために5年間に1万ポンド以上費やされたが、技術的にはまだドラッグスターの域には達していない。
アメリカでのロケットドラッグスターは、過酸化水素が高価なことと過酸化水素のイベントでの安全上の問題により、高性能であるにもかかわらず下火になった。しかし、ヨーロッパではいくつかの計画が継続している。

## 歴史

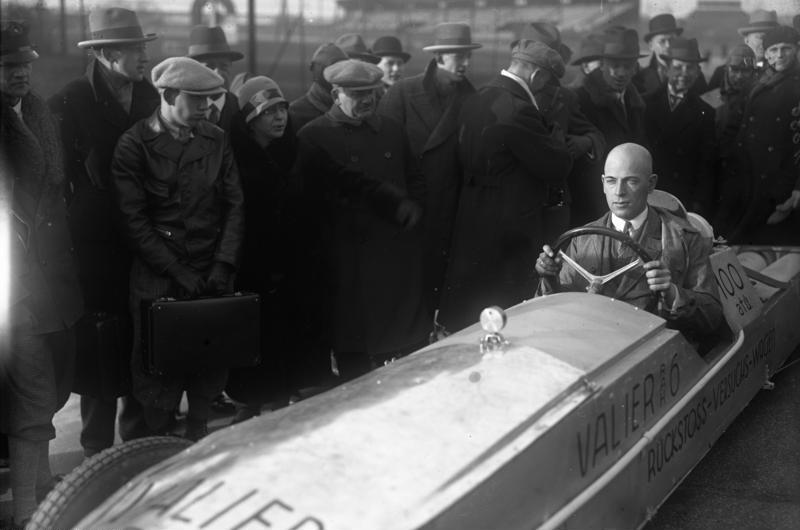
Opel Rak.6 ロケット自動車

- Max Valier, オーストリア人のロケットの先駆者
- Friedrich Sander, ロケットの先駆者
- Kitty O'Neil 1977年に1/4マイルを3.22秒396 mph (637 km/h)で走行して非公認の記録を樹立、最高速度は412 mph (663 km/h)に達した。これは通常のドラッグレースの余興として行われたものだった。

## 有名なロケット自動車
- Opel RAK.1, 最初のロケット自動車
- Valier-Heylandt Rak 7, 液体燃料推進剤のロケットによる最初のロケット自動車
- Heylandt ロケット自動車, アルトゥール・ルドルフ#ロケット技術者としてを参照
- バドワイザーロケット,最初に音速を突破したとの主張が論争になった。
- ブルーフレーム速度記録を樹立
- The Devil at Your Heels セントローレンス川をロケット自動車で横断する試みを綴ったドキュメンタリー